# ドリフターズ (アメリカ)
ザ・ドリフターズ（英語: The Drifters）はアメリカ合衆国のコーラス・グループ。1953年に結成された当時は、ビリー・ワード&ザ・ドミノスの元リードテナーであるクライド・マクファターのバックコーラスであった。「ローリング・ストーンの選ぶ歴史上最も偉大な100組のアーティスト」において第81位。
『ローリング・ストーン』誌によると、マクファターが去った後のザ・ドリフターズは、1955年からその名称（権）を所有するジョージ・トレッドウェルにより雇われた低賃金のミュージシャンであったため、偉大なコーラスグループの中で最も安定感に欠けていた。トレッドウェル・ドリフターズの歴史には、ドリフターズの元メンバー（トレッドウェルの管理下ではない）によるいくつかの分派グループを含め60人の歌手がいる。通常はこれらのグループは「ビル・ピンクニーのオリジナル・ドリフターズ」「チャーリー・トーマスのドリフターズ」などのクレジット表記で識別されている。
ザ・ドリフターズには、 1950年代初頭、1960年代、1970年代初頭（アトランティック・レコード時代以降）という3つの黄金時代があった。クライド・マクファターによって結成された最初のドリフターズは、「ザ・ドリフターズ」としてヴォーカルグループの殿堂入りを果たした。ベン・E・キングを主演者とする2番目のドリフターズは、「ベン・E・キング＆ザ・ドリフターズ」としてヴォーカルグループの殿堂入りを果たした。これら殿堂入り達成者のうち、最初のドリフターズから4人、2番目のドリフターズから2人、アトランティック終了後のドリフターズから1人のメンバーがロックの殿堂に選ばれた。
ヴォーカルグループの殿堂によると、「混乱と変化を経て（最初の）ドリフターズが何とか音楽トレンドを定めて13のヒット曲を発表しており、その大半が現在では伝説的なレコーディングである」。その偉業があって、後のドリフターズの編成はBillboard Hot 100トップ30チャート入りを13回記録した。1950年代と1960年代にこのグループが生んだものは米国R&Bチャートにおける影響力でもあり、次の6曲がR&B第1位のヒットになっている。「Money Honey」(1953)、「Honey Love」(1954)、「Adorable」(1955)、 「There Goes My Baby」(1959)、「ラストダンスは私に」(1960)、「渚のボードウォーク」(1964)。1970年代のイギリスでの復活は、米国では話題にならなかったものの、「Kissin' in the Back Row of the Movies」で最高2位という英国ポップチャートにおける最大の成功を収めた。

## 来歴

### 最初の古典ドリフターズとクライド・マクファター
多くのファンや音楽歴史家にとって「ザ・ドリフターズ」とはクライド・マクファターを意味するが、彼がそのグループと一緒だったのはわずか1年間である。マクファターは1950年から3年間、ビリー・ワード&ザ・ドミノスのリードテナーだった。ザ・ドミノスの成功の大部分を担っていたのがマクファターの甲高いテナーだった。1953年、アトランティック・レコードのアーメット・アーティガンがバードランドでザ・ドミノスの公演に顔を出して、マクファターが欠席であることに気付いた。これをジェリー・ウェクスラーは次のように回想している。
アーメットは銃弾の如くバードランドを飛び出して、住宅街へ直接向かった。 彼はクライドを探してバーからバーへと駆け回り、ようやく家具付きの部屋で彼を見つけた。その夜、アーメットはクライドが彼自身のグループを集めるというマクファターとの合意に達した。彼らはザ・ドリフターズとして知られるようになった。
ゴスペルと世俗的な音楽を組み合わせたいと考えたマクファターの最初の取り組みは、自分の教会合唱団Mount Lebanon Singersのメンバーで、ウィリアム・"チック"・アンダーソン、チャーリー・ホワイト、デビッド・"リトルデイヴ"・ボーグハン（テナー）、 デビッド・ボールドウィン（バリトン、作家ジェイムズ・ボールドウィンの弟）、ジェームス・"リンクル"・ジョンソン（バス） を集めることだった。1953年6月29日に4曲の収録セッションを終えて、アーティガンはこの組み合わせがうまく機能していないことに気付き、マクファターに別のラインナップを集めさせた。 
2番目のグループには、第1テナーにビル・ピンクニー、第2テナーにアンドリュー・スラッシャー、バリトンにガーハット・スラッシャー、バスボーカルにウィリー・ファービー、そしてギターにウォルター・アダムスが入った。
これは1953年9月に「クライド・マクファター＆ザ・ドリフターズ」名義のレコードレーベルで発売された、最初のメジャーヒット曲「Money Honey」を生みだしたグループである。マクファターはザ・ドミノスと一緒にいた時期にはかろうじて知られている程度で、彼は時々「クライド・ワード、ビリーの弟」に成りすますこともあった。別の例として、人々はビリー・ワードが歌唱していると思い込んでいた。
最初のセッション時にマクファターにより作詞された「Lucille」は「Money Honey」のB面に置かれ、同じ名義だが本質的には異なる（メンバーが全く違う）2グループによって2曲リリースされたシングルという、レコード業界では珍しいものになった。「Money Honey」は大成功を収め、ドリフターズの名声があっという間に高まっていった。
ファービーが事故に巻き込まれてグループから脱退した後、顔ぶれがさらに変更された。アダムスの死で、彼はジミー・オリバーに入れ替わった。ファービーは入れ替えにならなかったが、代わりに声域パートが変更になった。ガーハット・スラッシャーは第1テナーに、アンドリュー・スラッシャーはバリトンに移行し、ビル・ピンクニーはバスに変更された。このグループは、1953年11月の「Such A Night」、1954年6月の「Honey Love」、同年10月の「Bip Bam」、11月の「White Christmas」、1955年2月の「What'cha Gonna Do」など、さらに幾つかのヒットをリリースした。1954年3月にマクファターは徴兵令状を受け取った。ただし、彼がバッファロー  (ニューヨーク州)に駐留していた当初は、しばらくの間グループを続けることができた。リリースの1年前に録音された「What'cha Gonna Do」が、ザ・ドリフターズのメンバーとしてのマクファター最後の公式録音ではあるが、彼の最初のソロリリース（「Everyone's Laughing」B面「Hot Ziggety」）は1954年10月のザ・ドリフターズでの最終セッションから採った作品である。徴兵奉仕を完遂後、マクファターは成功を求めてR&B16曲とポップヒット21曲を出すも、ソロでのキャリアは比較的短命だった。
マクファターは同グループの利益の大部分を分け前として要求しており、このことで彼はザ・ドミノスから疎遠にされた。しかし、彼は旅立つ時に自分の後継者に対してこれが続かないようにした。彼はグループでの自分の取り分を、マネージャーのジョージ・トレッドウェルと歌手サラ・ヴォーンの夫に売却した。その結果、ザ・ドリフターズは多くのメンバーを使い回すことになり、彼らの誰一人としてお金を沢山もらえずに週100ドル（2018年の935ドル相当）だけの給金を得ていた。マクファターは後にこの行動を後悔していると表明し、それが仲間のミュージシャンに不利益になるよう運命づけてしまったことを認めた。
マクファターは当初、自分の徴兵中にコンサートで主旋律を歌っていた元メンバーのデヴィット・ボーガンと交代になった。ボーガンの声はマクファターのと似ていたが、彼の奇行ぶりでは彼に仕事を任せることが難しく、アトランティック・レコード幹部の目には不適当に映った。ボーガンはやがてザ・ハープス(1955)結成のためグループを離脱（1958年に彼はビル・ピンクニーのオリジナル・ドリフターズに復帰する）し、ジョニー・ムーア（元ザ・ホーネッツ）が交代加入した。1955年9月に、この顔ぶれがR&Bで1位になるヒットのA面曲「Adorable」と5位になるB面「Steamboat」を録音した。1956年2月には「Ruby Baby」と「I Got to Get Myself a Woman」を続けてリリースした。
低給与はメンバー間の燃え尽き症候群の一因となっていた。ビル・ピンクニーはトレッドウェルにさらなる給金を要求した後に解雇された。アンドリュー・スラッシャーも同様に離脱した。ピンクニーはリード歌手のボビー・ヘンドリックスとザ・フライアーズを結成するが、ボビーは翌年ザ・ドリフターズに参加するため離脱。ピンクニーはトミー・エヴァンズと交代になった。 Bnのチャーリー・ヒューズがアンドリュー・スラッシャーに代わって登場した。 ムーア、エヴァンズ、ガーハート・スラッシャー、そしてチャーリー・ヒュージズは1957年に「Fools Fall In Love」でトップ10（ポップ69位、R&B10位）のヒットを飛ばした。
1957年にムーアとヒュージズが徴兵され、ボビー・ヘンドリックスとジミー・ミレンダーが交代加入した。1958年初頭までに、ボビー・ヘンドリックス（リードテナー）、ガーハート・スラッシャー（第1テナー）、ジミー・ミレンダー（バリトン）、トミー・エヴァンズ（バス）、ジミー・オリバー（ギター）の顔ぶれだった。 このラインナップでは1958年4月に中位ヒット曲「Drip Drop」（ポップ58位）がリリースされた。
人気の低迷とともに、オリジナルドリフターズの終盤ではクラブシーンで働くことが減り、ザ・コースターズやザ・レイブンズの名義下でのギグという二役をこなしていた。1958年5月までに、ヘンドリックスとオリバーの両方が辞め、1週間のアポロ・シアター出演のためだけに復帰した。その週内に、メンバーの一人がアポロ劇場オーナーのラルフ・クーパーに相談を持ち掛け、トレッドウェルはグループ全員を解雇した。クーパーとの議論の後、トレッドウェルはファイブ・クラウンズ(Five Crowns)と呼ばれるグループを雇い、彼らを「ザ・ドリフターズ」と改名した。

### ビル・ピンクニーのオリジナル・ドリフターズ
ザ・ドリフターズの商標はトレッドウェルが所有しているものの、オリジナルメンバーには自分達が本当のザ・ドリフターズであるとの思いがあり、このグループを存続させていく決心をした。ビル・ピンクニーが最初に離脱して口火を切った。拘束力のある裁判調停で「オリジナル・ドリフターズ」という名前やマークの独占的かつ取消不能の所有権を得た後、彼は「オリジナル・ドリフターズ」としてツアーを始めるべくスラッシャーズおよびデビッド・ボーガンと一緒になった。時間経過とともに幾人かのオリジナル・ドリフターズが、他の新しいアーティストと同様にこのグループに出入りしたが、このドリフターズは以前のザ・ドリフターズの成功を再現するまでには決して至らなかった。
しばらく後にボーガンが離脱。ボビー・リー・ホリスは1964年に加入し、リード部分を引き継いだ。同年後半にアンドリュー・スラッシャーが離脱し、ジミー・ルイスがグループに加わった。 ボビー・ヘンドリクスはルイスが離脱する前に復帰して、しばらくの間グループは5人組になった。アンドリュー・スラッシャーはホリスと入れ替わりで復帰した。ホリスとボーガンは、1960年代を通じて定期的にこのグループと一緒にいた。1968年には、ピンクニー、ガーハット・スラッシャー、ホリス、ヘンドリクス、でこのグループが構成されていた。
ピンクニーは、短期ツアーでグループの一員として演奏してくれるザ・ティアーズ(The Tears)を雇った。ツアー後、ザ・ティアーズはピンクニー不在のままオリジナル・ドリフターズとしてツアーを続行していた。しかしピンクニーは彼らにその名前の使用を止めさせるべく訴訟を起こして成功した。 
ピンクニーは、ブルース・シーザー、クラレンス・テックス・ウォーカー(en)、デューク・リチャードソンを加入させ、顔ぶれが急速に変わった。1979年に、このグループはピンクニー、アンドリュー・ロイヤー、チャック・コッカラム、ハリエル・ジャクソン、そしてトニー・クックだった。 1995年にブラックベリーレコードから出た彼らのアルバム『Peace in the Valley』は、ボーカルにピンクニー、コッカラム、リチャード・ナイト・ダンバー、（ヴァーノン・ヤング）、およびグレッグ・ジョンソンと記されていた。彼らは、ピンクニー、ダンバー、ジョンソン、ボビー・ヘンドリクスとともに2001年のPBS特番『Doo Wop 51』に登場した。2000年代初頭の顔ぶれは、ピンクニー、コッカラム、ダンバー、ヤング、そしてロナルド・ジャクソン（歌手ルース・ブラウンとクライド・マクファターの息子）だった。
2007年7月4日にピンクニーが死去、そして彼の遺産は連邦に登録された役務商標「ビル・ピンクニーのオリジナル・ドリフターズ」を通して継続している。現在のオリジナル・ドリフターズの顔ぶれは、ラッセル・ヘンリー、チャック・コッカラム、リチャード・ナイト・ダンバー、ロジャー・ホワイトヘッドである。

### ザ・ニュー・ドリフターズ
トレッドウェルは「ドリフターズ」という名前の権利を所有していたが、彼がグループを解雇したとき、アポロに対してまだ1年分の予約があった。1958年夏に彼は、ベン・E・キングというステージ名で有名なベンジャミン・アール・ネルソンをリードシンガーにしたファイブ・クラウンズのマネージャーに接触し、彼らがドリフターズになるよう手配した。新たな顔ぶれは、キング（リードテナー）、チャーリー・トーマス（テナー）、ドック・グリーン（バリトン）、エルズベリー・ホッブズ（バス）で構成された。ジェームズ"ポッパ"クラークは5人目の「クラウン」だが、彼はアルコール問題が原因で加入とならなかった（トレッドウェルはそれを最初のグループでの問題だと考えていた）。このグループは約1年間のツアーを実施したが、以前のドリフターズと繋がりがなかったため、彼らは敵対的な聴衆ファンに向けて演奏することもしばしばだった。
アトランティック社がニュー・ドリフターズをスタジオに送ることを決めた当時、アーティガンとウェクスラーは仕事が多忙で、ザ・コースターズのプロデュースに成功したジェリー・リーバーとマイク・ストーラーを雇った。リーバー&ストーラーの制作により、同グループの「本当の」黄金時代と広く見なされているこの新しいラインナップは、キングを主演者にしてチャートヒットとなる幾つかのシングルをリリースした。弦楽合奏を含む最初のロックンロール録音の「There Goes My Baby」はトップ10のヒットになり、ローリング・ストーンの選ぶオールタイム・グレイテスト・ソング500で193位になった。「Dance with Me」がそれに続いた後に「This Magic Moment」（1960年のビルボードHot 100の16位）がリリースされた。「ラストダンスは私に(Save the Last Dance for Me)」は、米国ポップチャートで第1位、英国で2位になった。それに「I Count The Tears」が続いた。このバージョンのドリフターズは、2000年にベン・E・キング＆ザ・ドリフターズとしてヴォーカルグループの殿堂入りを果たした。チャーリー・トーマスもロックの殿堂に記されてはいるが、この表記は主にドリフターズ在籍時に肯定的なベン・E・キングの貢献に対して賞を表したものとなっている（なお、オリジナル・ドリフターズのヴォーカルグループ殿堂入りは、技術的には1958年だけに関するものである）。
2年間続くこの短い黄金時代とともに、人の入れ替わりも続いた。ラバー・パターソン（ドリフターズの地方巡業マネージャー）はジョージ・トレッドウェルと議論を始めた。パターソンはキングを契約下に置いていたため、グループと一緒に彼をツアー巡業させることを拒んだ。キングがこのグループとレコーディング活動できたのは約1年間のみだった。「Dance with Me」のB面曲「(If You Cry)True Love, True Love」を主旋律で歌ったジョニー・リー・ウィリアムズが、チャーリー・トーマスと一緒にツアーでボーカルを担当した。このグループが彼の故郷アラバマ州モービルを通過した時、ウィリアムズはグループを離脱した。2004年12月19日、ウィリアムズは64歳で死去した。
キングがトレッドウェルに昇給および印税の共有を要求した時、その要求は尊重されず、彼は離脱して単独のキャリアで成功するようになった。同時期にウィリアムズが離脱して、ルディ・ルイス（クララ・ウォード・シンガーズの）が新しいリードとして雇われた。ルイスは「Some Kind of Wonderful」「アップ・オン・ザ・ルーフ」「Please Stay」そして1963年に米国ポップシングルチャートで5位および米国R&Bシングルチャートで4位となった「On Broadway」などのヒットで、ドリフターズを主導した。ルイスはまた、ドリフターズのロックの殿堂入りでも指名された。2015年4月30日に、ベン・E・キングは76歳で死去した。
ホッブズが兵役召集されると（最初のグループから）戻ってきたトミーエヴァンズが交代加入した。グリーンは1962年に離脱して（ザ・リヴィリアーズとザ・クレフトーンズの）ユウジン・ピアソンが交代加入した。エヴァンズは1963年に再び離脱してジョニー・テリー（彼はジェームス・ブラウンの歌唱グループ、ザ・フェイマス・フレイムズの初期メンバー）と入れ換えになった。彼の兵役および単独キャリアでの失敗後、1964年にジョニー・ムーアが復帰して、同グループはムーア、トーマス、ルイス、ピアソン、ペリーの5人組になった。
その年の5月21日に、グループは「Under the Boardwalk」を録音する予定だった。しかしルディ・ルイスがセッション前夜に死去してしまい、ジョニー・ムーアがソロのリードを務めた（彼とルイスは交代可能だった）。テリーは1966年に約2か月ダン・ダンドリッジと入れ換えになり、その後は1954年にザ・ホーネッツでジョニー・ムーアと一緒だったことがあるウィリアム・ブレントが交代加入した。同年、ジーン・ピアソンはリック・シェパードと入れ換えになった。1966年末までに、バリトン/ベースのビル・フレドリックスがウィリアム・ブレントに取って代わった。ファイヴ・クラウンのグループ最後のメンバーであるチャーリー・トーマスは1967年半ばに離脱して、元ライムライトのメンバーであるチャールズ・バスカーヴィルが交代加入した。バスカーヴィルは短期の在籍だった。1972年にザ・ドリフターズはアトランティックの登録簿から消えた。

### アトランティック終了後の遍歴
ザ・ドリフターズはイギリスに移り、幾人かの異なる歌手と共に続いていた。 彼らは「Like Sister & Brother」「Kissin' in the Back Row of the Movies」「There Goes My First Love」「You're More Than a Number in My Little Red Book」で英国チャートのヒットを飛ばした。インク・スポッツのブッチ・リークとグラント・キッチングスが、シェパードおよびトーマスと交代した。翌年にはフレドリックスがクライド・ブラウンと入れ替わり、その翌年にはキッチングスがビリー・ルイスと入れ替わった。1976年にリークがジョー・ブラントと交代になり、ジョニー・ムーア、クライド・ブラウン、ジョー・ブラント、ビリー・ルイスの顔ぶれになった。フェア・トレッドウェルは同グループの管理会社をトレッドウェル・ドリフターズ・インク(Treadwell Drifters Inc.)に改名した。
ムーアが1978年に離脱してレイ・ルイスが交代加入した。ブラントとビリー・ルイスは1979年に離脱し、復帰したジョニー・ムーアおよび旧テンプテーションズのリードだったルイス・プライス(en)と入れ換えになった。ムーアはクライド・ブラウンとともに1982年末に再び離脱した。彼らは復帰メンバーのベン・E・キングとビル・フレドリックスの2人と入れ換えになった。 
フレドリックス、ルイス、プライスの全員が1983年に離脱し、ジョニー・ムーア、ジョー・ブラント、クライド・ブラウンの3人に置き換えられた。1986年にグループが分裂して、新メンバーのジョナ・エリスおよび旧メンバーのレイ・ルイス、ビリー・ルイス、ルイス・プライスからなる新たな顔ぶれがトレッドウェルによって構築された。翌年には、旧メンバーの多くが後任として参加し、ムーア、ビリー、レイ・ルイス、ジーン・ジェンキンス（その後すぐにジョージ・チャンドラーやジョン・サーストンと交代になった）のグループになった。レイ・ルイスは1988年に脱退し、ジョー・コフィーが交代加入した。 1989年にビリー・ルイスが離脱するとジョージ・チャンダーが復帰で入れ換えとなり、それから1990年にはトニー・ジャクソン、キース・ジョン、ピーター・ラマーの3人も同様だった。
サーストンが同年末に脱退してロイ・ヘミングスが交代加入した。 1991年にラマーが離脱する少し前、パトリック・アランが彼のために一時的に加入したが、ロハン・デラノ・ターニーに恒久的に置き換えられた。ジョニー・スチュワートは1963年にグループに加入し、1993年にラスベガスで離脱。彼はプラターズに加入して歌手としてのキャリアを続けた。このラインナップは、コフィーが脱退してジェイソン・レイが加入する1996年まで続いた。レイは復帰したラマーと2年後に交代した。 レイは次のツアーで復帰して、ラマーは復帰のパトリック・アランと入れ換えになった。
1998年12月30日、同グループに最も長く貢献していたメンバーのジョニー・ムーアがロンドンで死去した。パトリック・アランがグループに復帰して、4人組を維持した。
2000年1月に米国の裁判所が、フランチャイズは放棄されたと宣告した前年の陪審員判断を覆したにもかかわらず、フェア・トレッドウェルは2001年にトレッドウェル・ドリフターズのフランチャイズを明白に放棄した。彼女の会社のメンバー2人Mark LundquistとPhil Lundermanは、グループを運営するために新たな管理会社Drifters UK Limitedを立ち上げた。彼らの新しい職務は、アメリカン・ドリフターズと名乗っている英国グループによる商標の取り消しを含むものだった。
2003年にラマーが再び離脱してヴィクター・バイノーが交代加入した。ヘミングスは2004年に離脱して、ピーター・ラマーが交代加入した。このグループの2007年時点のラインナップは、ピーター・ラマー、ロハン・デラノ・ターニー、パトリック・アラン、ヴィクター・バイノーだった。2007年6月20日、この顔ぶれがロンドンでのトニー・ブレア首相の送別会で演奏した。2008年にティナ・トレッドウェルが英国の裁判所にてトレッドウェル・ドリフターズのフランチャイズ所有権を求めた訴訟で勝訴したため、前述のラインナップはドリフターズの名前を使用する権利を失った。

### 訴訟
1969年、雑誌編集者のラリー・マルシャークはドリフターズと他の古典ボーカル・グループによる一連のコンサートを計画した。彼はドック・グリーン、チャーリー・トーマス、エルズベリー・ホッブズを見いだし、彼らを「ザ・ドリフターズ」として宣伝し始めた。 このことはドリフターズを管理していたジョージ・トレッドウェルの妻フェア・トレッドウェルからの迅速な法的措置を呼ぶことになった。1976年にマルシャークは自分のグループに名称の単独権を付与しようと画策して、ホッブズ、トーマス、グリーンにドリフターズという名前の商標を申請するよう説得した。商標は認められたが、トレッドウェルの法的措置によって2000年に米国連邦裁判所で取り消された。この3人組ドリフターズはその後別々のグループに分かれた。2005年から2014年にかけて、米国50州のうち34州で音楽広告における真実法(en)が制定され、マルシャークほか興行主が新たにミュージシャンのグループを集めることでドリフターズなどの有名グループを宣伝するのは禁止となった。
2006年12月、ジョージとフェイの娘であるティナ・トレッドウェルによる刑事訴訟がロンドン高等裁判所に提訴され、これはGeorge LayquistとPhilip Luderman Drifters UK Ltdに対して、彼らはドリフターズの正当な管理者ではないと申し立てるものだった。
2008年7月、トレッドウェル一家とPrism Music Group Ltdが法的闘争に勝利した。裁判所判決で、フィル・ルダーマン、マーク・ランドキスト、ピーター・ラマー、ロハン・デラノ・ターニー、パトリック・アラン、ヴィクター・バイノーらはドリフターズの名称使用が禁じられた。
ドリフターズの名前の所有権はジョージ・トレッドウェルの娘ティナおよびPrism Music Group Ltd.という形式で、トレッドウェル一家で続いている。そのラインナップはマイケル・ウィリアムズ、ピエール・ヘレル、ライアン・キング、カールトン・パウエルが主体である。
このドリフターズの顔ぶれは2009年にロンドンのIndigoO2アリーナで、同グループの最も名声ある旧メンバーの何人かで構成されたドリフター・レジェンズと共演した。同コンサートではジョー・ブラントとブッチ・リークにLifetime Achievement Awardsが贈られた。2012年、ソニーミュージックからゴールドディスク賞（「アップ・オン・ザ・ルーフ」「ザ・ベリー・ベスト・オブ」の10万部売上）がブッチ・リーク、ジョー・ブラント、クライド・ブラウンに贈呈された。
これは、2009年にアトランティック/ワーナーでそして2011年にソニーミュージックで新しい素材を録音するという、グループの旧レーベル双方で録音を行った唯一のラインナップ（ジョニー・ムーアを除く）である。

## 分派グループ
ドック・グリーンは、自分を主演者にしたザ・ドリフターズという自分のグループを1970年代から1980年代を通して率いてきた。そのグループはドック・グリーン（リード/バリトン）、デレク・ベンチュラ（リード/テナー）、ロイド・ブッチ・フィリップス（第2テナー）、バーナード・ジョーンズ（バス/バリトン）で構成されていた。グリーンは1989年3月10日に死去、 フィリップスは2002年に死去した。
レイ・ルイスとロイ・ヘミングスがザ・ドリフターズというグループを率いていたことがある。 ボビー・ヘンドリックスはビリー・ルイスがやったようにグループを率いた。ドン・トーマスは、ドン・トーマス＆ザ・ドリフターズ・レビュー(Don Thomas and the Drifters Review)というグループを率いている。さらに、クライド・マクファターの息子ロン・マクファターは、クライド・マクファターのドリフターズ(Clyde McPhatter's Drifters)と呼ばれるグループを率いている。
公式の2008年以降のラインナップとは別に、トレッドウェルは元メンバーのリック・シェパード、ブッチ・リーク、ジョー・ブラント、クライド・ブラウンで構成される第二のグループとしてザ・ドリフターズ・レジェンドを運営していた。フェイ・トレッドウェルは2011年5月22日、乳がんのため84歳で死亡した。

## 受賞
ヴォーカルグループの殿堂には、オリジナル・ドリフターズ(1998)と ベン・E・キング＆ザ・ドリフターズ(2000)の両方が入っている。 2004年に、『ローリングストーン』誌はドリフターズを史上最も偉大なアーティスト100人の第81位にランク付けした。1988年、ロックの殿堂にドリフターズが入り、名前が載ったメンバーはクライド・マクファター、ビル・ピンクニー、ガーハート・スラッシャー、ジョニー・ムーア、ベン・E・キング、チャーリー・トーマス、およびルディ・ルイスである。1999年にビル・ピンクニー、チャーリー・トーマス、ジョニー・ムーア（没後）はリズム＆ブルース財団からパイオニア賞を受賞した。2018年にはリズム＆ブルースの殿堂入りを果たした。

## メンバー
| - クライド・マクファター (1953-54。没年1972) - デヴィッド・ボーガン (1953,1954-55。没年1970) - ウィリアム・アンダーソン (1953) - デヴィッド・ボールドウィン (1953) - ジェームス・ジョンソン (1953) - ビル・ピンクニー (1953-56。没年2007) - ガーハート・スラッシャー(1953-58。没年1977) - アンドリュー・スラッシャー (1953-56。没年1978) - ワイリー・ファービー (1953) - ウォルター・アダムズ (1953。没年1953) - ジミー・オリバー (1954-57) - ジョニー・ムーア (1954-57, 1964-78, 1980, 1983, 1987-98。没年1998) - トミー・エヴァンス (1956-62。没年1984) - リー・アンダーソン (2015） - チャーリー・ヒュージ (1956) - ボビー・ヘンドリクッス (1957) - ジミー・ミリンダー (1957) - ベン・E・キング (1958-60, 1981-85。没年2015) - チャーリー・トーマス (1958-67。没年2023年)、すい臓がんで死去。 - ドック・グリーン (1958-62。没年1989) - デレク・ヴェンチュラ (1972-84) - バーナード・ジョーンズ (1972-84) - ロイド・ブッチ・フィリップス (1972-84。没年2002) - エルズベリー・"ベアリー"・ホッブズ (1958-60。没年1996) - ジェームズ・クラーク (1958-59) - ジョニー・リー・ウィリアムズ (1959-60。没年2004) - ラジー・キンバー (1959-60) - ジェームズ・ポインデクスター (1960) - ルディ・ルイス (1960-64。没年1964) - ユウジン・"ジーン"・ピアソン (1962-66) - ジョニー・テリー (1963-66。没年2005) - ジミー・ルイス (1963-65。没年2004) | - ダン・ダンドリッジ (1966) - クラレンス・テックス・ウォーカー (1966-1973。没年2007) - ウィリアム・ブレント (1966) - リック・シェパード (1966-1988) - ビル・フレデリックス (1966-??, 1982-83。没年1999) - チャールズ・Bsカーヴィル (1967) - ハリウッド・リー・ローガン (1983-現在) - ブッチ・リーク (1970-1976) - ジョー・ブラント (1976-1980, 1983-1986) - レイ・ルイス (1978-83, 1986-現在) - テリー・キング(1978-引退1989) - ルディ・イヴァン (19??-82) - ルイス・プライス (1980-83, 1986) - ピーター・ラマー (1990, 1991, 1998-2001, 2004-??) - ロイ・ヘミングス (1990-2003) - ロハン・デラノ・ターニー (1991-??) - パトリック・アラン (1990, 1998-??) - ジェイソン・レイ (1995-2001) - ヴェノン・K・テイラー (1995-現在) - ヴィクター・バイノー (2002-??) - スティーヴ・V・キング (2008-10) - モーリス・カノン (2008-11) - ダミオン・チャールズ (2008-12) - ミカエル・ウィリアムズ (2008-現在) - ライアン・キング (2010-現在) - カールトン・パウエル (2011-14) - ピエール・エレール (2012-14) - ダニエル・ボーウェン・スミス (2014-2015) - ダミアン・チャールズ (2014-現在) - ボビー・チャールズ・テイラー (没年2018) - ジル・ハミルトン(ステージ名ジョニー・サンダー) - エマニュエル・ダディ (2015) - ジェローム・バックナー (2015) |

### ラインナップの変遷
アトランティック契約時期 1953-1972のもの (ビル・ピンクニーのオリジナル・ドリフターズ(1959- )、チャーリー・トーマスのドリフターズ(1971- )、ジョニー・ムーアが長年にわたり主演者を務めたイギリスのドリフターズ(1972- ) は含まない）。 
注）LD-リード、Tr-テナー（1Tr-第1テナー、2Tr-第2テナー）、Bn-バリトン、Bs-バス、G-ギター
ポール・"マッドキャット"・エヴァンズ（現在-歌手）
サイモン・"オリ"・オリバー（オルガン）